# KRTAP20-2
KRTAP20-2 (англ. Keratin associated protein 20-2) – білок, який кодується однойменним геном, розташованим у людей на довгому плечі 21-ї хромосоми. Довжина поліпептидного ланцюга білка становить 65 амінокислот, а молекулярна маса — 6 961.
| 10         |  | 20         |  | 30         |  | 40         |  | 50         |
| ---------- |  | ---------- |  | ---------- |  | ---------- |  | ---------- |
| MCYYSNYYGG |  | LRYGYGVLGG |  | GYGCGCGYGH |  | GYGGLGCGYG |  | RGYGGYGYGC |
| CRPSCYGRYW |  | SCGFY      |  |            |  |            |  |            |

C: Цистеїн

F: Фенілаланін

G: Гліцин

H: Гістидин

L: Лейцин

M: Метіонін

N: Аспарагін

P: Пролін

R: Аргінін

S: Серин

V: Валін

W: Триптофан